# Phyllactis bradleyi
Phyllactis bradleyi is een zeeanemonensoort uit de familie Actiniidae.
Phyllactis bradleyi is voor het eerst wetenschappelijk beschreven door Verrill in 1869.